# Paracaryum nigrum
Paracaryum nigrum är en strävbladig växtart som först beskrevs av H. Riedl, och fick sitt nu gällande namn av David Heller. Paracaryum nigrum ingår i släktet Paracaryum och familjen strävbladiga växter. Inga underarter finns listade i Catalogue of Life.